# Almond (Wisconsin)
Almond è un comune degli Stati Uniti, situato in Wisconsin e in particolare nella Contea di Portage.